# Lenguas del Pacífico central
El grupo de lenguas del Pacífico central, también llamado lenguas fiyiano-polinesias, es característico de la región Polinesia y de Fiyi, y es una rama de las lenguas oceánicas. Son 45 lenguas clasificadas del siguiente modo:
|  | Fiyianas orientales                                                           |
|  |                                                                               |
|  | \| \| Rotumano-fiyianas occidentales \| \| \| \| \| \| Polinesias \| \| \| \| |
|  |                                                                               |
|  | Rotumano-fiyianas occidentales                                                |
|  |                                                                               |
|  | Polinesias                                                                    |
|  |                                                                               |

|  | Rotumano-fiyianas occidentales |
|  |                                |
|  | Polinesias                     |
|  |                                |

El mismo análisis muestra que la mayor relación de este grupo está con las lenguas micronesias, con una aproximación al 70%.
La mayor lengua es el fiyiano, con 450.000 hablantes y pertenece al grupo fiyiano-oriental.

## Comparación léxica
Los numerales reconstruidos para diferentes ramas de lenguas austronesias del Pacífico central son:
| GLOSA | Fiyiano Occidental[2] | Fiyiano Oriental[3] | PROTO- POLINESIO | PROTO- PACÍFICO CENTRAL[4] |
| ----- | --------------------- | ------------------- | ---------------- | -------------------------- |
| 1     | hila                  | *dua                | *taha            | *ta                        |
| 2     | rua                   | *rua                | *rua             | *rua                       |
| 3     | tolu                  | *tolu               | *tolu            | *tolu                      |
| 4     | βaa                   | *vaa                | *faa             | *vaa~ *vati                |
| 5     | rima                  | *lima               | *lima            | *lima                      |
| 6     | ono                   | *ono                | *ono             | *ono-                      |
| 7     | βiʧu                  | *vitu               | *pitu~ *whitu    | *vitu                      |
| 8     | walu                  | *walu               | *walu            | *walu                      |
| 9     | ðiwa                  | *ciwa               | *iwa             | *śiwa                      |
| 10    | sini                  | *sagavulu           | *ŋa-pulu         | *[sa]-[ŋa]-pulu-           |